# Hygrophorus nemoreus
Hygrophorus nemoreus, también conocido como higróforo de los bosques, es un hongo basidiomiceto comestible de la familia Hygrophoraceae. que habita en suelos calizos, normalmente en bosques de frondosas. El basónimo de esta especie es Agaricus nemoreus Pers., 1801, y su epíteto específico nemoreus significa "perteneciente al bosque". Su seta es comestible.

## Descripción
El cuerpo fructífero de este hongo presenta un sombrero de entre 5 y 8 centímetros —a veces hasta 10 centímetros— de diámetro, de forma convexa o acampanada en ejemplares jóvenes, que se aplana conforme la seta madura. Tiene un gran mamelón central y al borde suele enrollarse hacia arriba. La cutícula está recubierta de pequeñas excrecencias pilosas que confieren algo de aspereza, a pesar de tener cualidades higroscópicas como las otras especies del género. Es de color claro, con un tono pardo rojizo más oscuro en el centro. Las láminas están bastante espaciadadas y son de bastante grosor, adnatas y ligeramente decurrentes, de color crema. Cuando la seta envejece, de vuelven más rojizas u ocre. El pie es macizo y cilíndrico, de entre 4 y 8 centímetros de longitud, algo menos grueso en la base. Está cubierto de fibras y escamas muy finas. Su carne es blanca, con un ligero olor y sabor a harina de trigo. La esporada en blanca.

## Posibilidades de confusión
Su seta es muy similar a la de Hygrophorus pudorinus, pero este crece en un hábitat diferente y su olor es muy característico. Cabe la posibilidad de confundirlo con Hygrophorus chrysodon, pero este se caracteriza por las máculas amarillas en el borde del sombrerillo y en la parte del pie cercana este.